# HP Elite x3
HP Elite x3 és un telèfon intel·ligent desenvolupat per Hewlett-Packard, demostrat oficialment el 21 de febrer de 2016, en el MWC 2016. És una versió en telèfon del convertible HP Elite x2 i està dirigit principalment als usuaris empresarials, amb suport per a aplicacions empresarials de Microsoft i d'HP, així com característiques pròpies del dispositiu com l'HP Workspace, una aplicació per emular alguns programes x86 en el telèfon. Elite x3 és compatible oficialment amb Continuum. Existeix una variant per a la companyia telefònica Verizon desenvolupada per a consumidors. El sistema operatiu inclòs en el dispositiu és Windows 10 Mobile.

## Característiques
L'HP Elite x3 va ser creat per a usuaris empresarials amb diverses funcions específiques de l'empresa, com el seu processador d'alta gamma (Qualcomm Snapdragon 820), pantalla gran i brillant (Samsung 5.96" WQHD OLED), IP67, MIL-STD 810G, autenticació biomètrica doble d'iris, escàner d'empremta dactilar, 2x2 MANYAGA 802.11ac, Cat 6 LTE, so Bang & Olufsen, carrega USB-C amb una enorme bateria de 4150 mAh i càrrega sense fil Qi/PMA.
Al marge d'altres telèfons Premium, la característica que defineix a l'HP Elite x3 és la seva capacitat per connectar-se a un monitor, teclat i mouse externs a través de la base d'escriptori HP, proporcionant un entorn d'escriptori, amb la funció Continuum de Microsoft en Windows 10 Mobile. HP també ofereix la HP Lap Dock, que és una carcassa de computadora portàtil que té qualsevol poder de còmput en si mateixa (és a dir, sense CPU, sense placa base, sense disc dur, etc.), però es connecta al Elite x3 mitjançant cable (USB-C) o connexió sense fil (802.11ac), que és essencialment un terminal de pantalla amb un teclat, panell tàctil, bateria i ports d'I/S en un format de laptop.

## Recepció
Debutant en el Mobile World Congress 2016, l'HP Elite x3 va obtenir més de 30 premis "Best of MWC". No obstant això, malgrat algunes crítiques positives per part dels crítics, les vendes han estat menors a les esperades a causa de la posició del mercat decreixent de Windows 10 Mobile com a plataforma de SOTA mòbil. Les vendes i el màrqueting d'HP s'han @centrar dirigir-se a clients empresarials, els quals poden comprar Elite x3, Desk Dock i Lap Dock en el lloc web oficial d'HP i en Microsoft Store. Hi ha dues variants preparades per a consumidors, distribuïdes per operadores telefòniques, sent la més comuna la versió desenvolupada per Verizon, disponible per a la seva adquisició des d'octubre de 2017.
Network World classifica a l'HP Elite x3 com un dels dispositius de moda Windows i Android en el MWC 2016, explicant que està dissenyat per ser un centre neuràlgic empresarial i que el dispositiu aprofita la funcionalitat Continuum de Windows 10 per actuar com un ordinador d'escriptori quan està connectat a la base.
ZDNet va descriure al Elite x3 com un dels millors smartphones, portàtils i tablets que existeix. El revisor va assenyalar que el telèfon és el futur de l'escriptori, gràcies a l'HP Lap Dock i a Microsoft Continuum.